# Donji Emovci
Donji Emovci is een plaats in de gemeente Požega in de Kroatische provincie Požega-Slavonië. De plaats telt 186 inwoners (2001).